# جارد سباركس
جارد سباركس (بالإنجليزية: Jared Sparks)‏ هو مؤرخ وأستاذ جامعي أمريكي، ولد في 10 مايو 1789 في Willington, Connecticut ‏ في الولايات المتحدة، وتوفي في 14 مارس 1866 في كامبريدج في الولايات المتحدة.

## وصلات خارجية
- جارد سباركس على موقع الموسوعة البريطانية (الإنجليزية)
- جارد سباركس على موقع إن إن دي بي (الإنجليزية)